# Ella Scharowsky
Ella Scharowsky (* 14. Mai 1885 in Berlin; † 10. November 1941 Dresden; vollständiger Name: Ella Maria Scharowsky) war eine deutsche Malerin.

## Leben
Ella Scharowsky wurde 1885 in Berlin geboren. Ihr Vater war Karl Joseph Scharowsky, der als Regierungsbaumeister und Zivilingenieur in Berlin arbeitete. Ella Scharowsky nahm Unterricht in der Kunstschule des Vereins der Berliner Künstlerinnen bei Ulrich Hübner. In Dresden studierte sie bei Ferdinand Dorsch. In München besuchte sie die Damenakademie bei Walter Püttner. Danach studierte sie in Paris. Sie unternahm Reisen an die Kurische Nehrung und an den Golf von Salerno. Sie lebte und arbeitete in Dresden.
Sie war Mitglied der Gruppe Dresdner Künstlerinnen, Ortsverband Dresdner Künstlerinnen des damals neu gegründeten Bundes deutscher und österreichischer Künstlerinnenvereine. Später war sie Mitglied der GEDOK. Sie war Mitglied im Reichsverband bildender Künstler Deutschlands.
Dressler listet 1930 als Wohnort den Wilhelmplatz 7. Sie starb 1941 an ihrem damaligen Wohnort in der Plattleite 66 auf dem Weißen Hirsch.

## Werk
Ella Scharowsky betätigte sich vorwiegend als Landschafts- und Blumenmalerin.

## Ausstellungen (Auswahl)
Ella Scharowsky stellte regelmäßig im Sächsischen Kunstverein aus.
- 1916: Kunstsalon Emil Richter[6]
- 1931: Kunstausstellung Kühl[7]